# Friedrich Wilhelm I của Phổ
Friedrich Wilhelm I, tên thật là Friedrich Wilhelm von Hohenzollern, (14 tháng 8 năm 1688 – 31 tháng 5 năm 1740), phiên âm tiếng Việt là Phriđrích I Vinhem là một thành viên của Hoàng tộc nhà Hohenzollern. Ông là vị vua thứ hai của nước Phổ, và cũng là Tuyển hầu xứ Brandenburg từ năm 1713 đến khi qua đời năm 1740. Trên cương vị là Tuyển hầu xứ Brandenburg, ông được gọi là Friedrich Wilhelm II. Trong liên minh cá nhân, ông là Vương công của Công quốc Neuchâtel. Ông là một trong những vị vua xuất chúng trong thời đại ông sống.
Friedrich Wilhelm I được xem là người cha của chủ nghĩa quân phiệt Phổ, đồng thời là một vị vua canh tân. Ông được quần chúng biết đến như một vị "Vua chiến sĩ" (der Soldatenkönig). Nhà vua chú tâm vào việc xây dựng một chính quyền trung ương vững mạnh và phát triển Quân đội Phổ. Sự quan tâm này đã dẫn đến một nỗ lực đặc biệt của ông: vời những người đàn ông cao nhất của châu Âu đến Vương quốc Phổ và thành lập đoàn quân mang tên những người khổng lồ vùng Postdam. Quân đội Phổ trở thành một cỗ máy chiến đấu hùng mạnh và hiệu quả.
Dù thành tựu lớn nhất của ông là xây dựng một lực lượng Quân đội Phổ đông đảo, Friedrich Wilhelm I cũng là người thực hiện cải cách quan trọng về mặt tài chính, tái định cư các tỉnh phía Đông. Về đối ngoại, ông lãnh đạo nước Phổ tham gia cuộc Đại chiến Bắc Âu chống lại đế quốc Thuỵ Điển. Tuy nhiên, ông đã giữ vững nền hoà bình của Vương quốc. Nước Phổ vươn lên thành một "xứ Sparta của phương Bắc".
Không những thế, dù ngồi trên ngôi cao nhưng ông thực tế và tằn tiện. Ông còn nổi tiếng về sự đối xử nghiêm khắc với Thái tử Friedrich - người có tính cách khác biệt vua cha. Ông còn dọa giết Friedrich sau khi mưu đồ chạy trốn của Thái tử này thất bại vào năm 1730.

## Thân thế

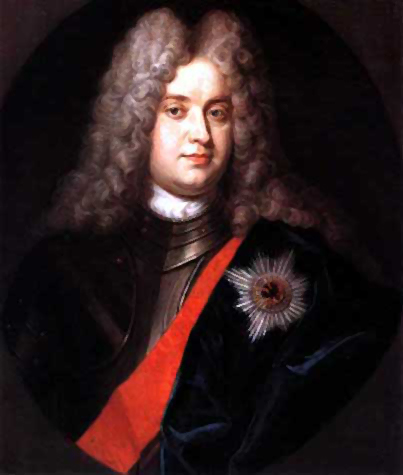
Công tử Friedrich Wilhelm, khoảng năm 1700.

Vào năm 1688, Friedrich Wilhelm chào đời tại kinh đô Berlin. Ông là con của Tuyển hầu xứ Brandenburg Friedrich I và Quận chúa xứ Hanover Sophia Charlotte - em gái của Tuyển hầu xứ Hanover là George (tức vua George I của Anh sau này). Thuở bé, Friedrich Wilhelm được giáo dục bởi một phụ nữ tên là Madame de Rocoulles. Chàng quý tộc trẻ tuổi này thường thể hiện tính cách nóng nảy: ông căm ghét lớp học và có ý định làm loạn chống những thầy cô "độc đoán". Tuy nhiên, ông luôn làm theo lời cha mình. Khi còn là thiếu niên, ông trở nên say mê săn bắn và rất yêu thích quân sự.
Vốn là một Bá tước xứ Brandenburg, Friedrich I đã đăng quang vào ngày 18 tháng 1 năm 1701, tại Könisberg, lấy tước hiệu là "Quốc vương ở Phổ" (König in Preußen). Ông chính thức làm quen với việc trị quốc vào năm 1702, khi ông tham gia Hội đồng Cơ mật và Hội đồng Quân sự Hoàng gia Phổ. Ông cũng tham chiến trong cuộc chiến tranh Kế vị Tây Ban Nha, và thật sự hứng thú với việc đánh trận tại Malplaquet. Những cố vấn quân sự dày kinh nghiệm của ông bao gồm John Churchill, Công tước thứ nhất xứ Marlborough và Vương công Eugène de Savoie-Carignan.
Quan hệ giữ hai Hoàng gia Anh và Phổ Quốc được tiếp tục qua cuộc hôn nhân của Thái tử Friedrich Wilhelm và Sophia Dorothea - con gái của vua Anh là George I - vào ngày 28 tháng 11 năm 1706. Họ là hai con người có tính cách khác biệt nhau: Thái tử phi nhận thấy ông là người bạo ngược và bủn xỉn. Tuy nhiên, họ có đến 14 người con. Hai đứa con trai đầu lòng của Friedrich Wilhelm và Dorothea đều chết sớm. Ngày 3 tháng 7 năm 1709, đứa con thứ ba chào đời: đây là một người con gái mang tên Frederica Sophia Wilhelmina. Ngày 24 tháng 1 năm 1712, đứa con trai thứ ba của Thái tử Friedrich Wilhelm ra đời: nó là một đứa trẻ khỏe mạnh, được Hoàng gia đặt cho cái tên là Friedrich cùng niềm hy vọng lớn lao.
Thủ tướng nước Phổ thời bấy giờ - Johann Kasimir Kolb, Bá tước von Wartenberg là một tham quan. Thấy vậy, Thái tử Friedrich Wilhelm trở nên bức xúc, ông tiến hành một cuộc điều tra, với kết quả là Thủ tướng bị cách chức và bị lưu đày. Vua Friedrich I qua đời năm 1713, Friedrich Wilhelm I lên nối ngôi. Friedrich I được vua con - năm đó 25 tuổi - tổ chức lễ tang lớn.

## Vua của Phổ
Với mong muốn tăng cường sức mạnh của Quân đội Phổ, Friedrich Wilhelm I là vị vua thực sự xây dựng triều đại Hohenzollern. Những cống hiến của ông trong công cuộc xây dựng Vương quốc Phổ bao gồm các cải cách dân chính, nâng cao uy thế quốc tế của nền quân sự Phổ cũng như phát huy sức mạnh và kỷ luật của Quân đội Phổ, nhằm đưa nước Phổ lên đứng ngang hàng với nước Pháp thời cận đại, Vương quốc Anh cùng với những quốc gia có nền chính trị hùng mạnh khác trên toàn cõi châu Âu vào thế kỷ XVIII.
Lúc ông lên ngôi, Vương quốc Phổ là nước có nền kinh tế yếu kém, nhân lực nghèo nàn và lãnh thổ rời rạc. Trong khi tiên vương Friedrich I đã bỏ ra 6 triệu thaler vào năm 1701, Quốc vương Friedrich Wilhelm I chỉ dùng 2500 thaler để tiến hành lễ đăng quang. Là một vị Quân vương năng nổ, làm không ít việc nhằm hiện đại hóa, củng cố thực lực của Vương quốc Phổ, và gặt hái thành tựu lớn lao trong công cuộc phát triển kinh tế và Quân đội Phổ. Song, ông cũng là một vị vua bạo ngược, thô lỗ, thù dai và thường nổi cáu. Theo nhận định của nhà sử học Thomas Carlyle, ông trị vì như một viên cảnh sát huấn luyện.

### Cải cách Quân đội Phổ
| “                                      | Những chiến binh ấy rất mạnh mẽ, và do đó, họ đã được làm những việc xứng đáng với mình. | ” |
| — Huân tước Charles Whitworth (3/1720) |                                                                                          |   |

Khác với vua cha Friedrich I là vị vua sa đọa, Friedrich Wilhelm I tiếp tục thực hiện chính sách của ông nội - Tuyển hầu Friedrich Wilhelm I xứ Brandenburg. Dưới triều đại Friedrich I, ngân khố quân đội Phổ nghèo nàn, số lượng binh sĩ ít, và tinh thần yếu kém. Thời Friedrich Wilhelm I thì khác: ông ra lệnh cho thần dân sống khắc khổ, và tập trung hoàn toàn vào việc xây dựng một lực lượng quân đội vững mạnh. Ông bắt những tên du đãng phải đi lính, cho những người Tin Lành lánh nạn gia nhập quân đội Phổ, và mở rộng việc giáo dục quân sự cho thần dân (kể cả những người nông dân). Công cuộc cải cách quân đội Phổ của Friedrich Wilhelm I khiến một nhà sử học phải gọi ông là "Trùm phát xít thành Postdam". Ông đã nâng cấp các sĩ quan có năng lực lên tướng lĩnh và những chiến sĩ giỏi xuất thân thường dân lên làm hạ sĩ quan.
Nhà vua đã đưa quân đội Phổ trở thành một trong những công cụ hữu hiệu nhất của chiến tranh kể từ thời đại lê dương La Mã, nếu trước kia họ bao gồm 38.000 binh sĩ (1708) thì với cuộc cải cách của ông, số binh sĩ Phổ tăng lên đến 89.000 quân. Phải nói là nhà vua nghiện những chiến binh hùng mạnh, ông đã thuê một trung đoàn gồm những người lính to lớn nhất mà ông đã tìm được, gọi là "Những người khổng lồ thành Postdam". Trung đoàn này có đến 2.400 binh sĩ, một số người cao đến gần 2,5 m. Quốc vương không chỉ đưa những Goliath của đất nước vào quân đội Phổ, ông còn cử người đi thuê mướn những chiến sĩ to lớn trên toàn cõi châu Âu. Cụ thể hơn, các vua ngoại quốc như Hoàng đế nước Áo, Nga hoàng Pyotr Đại đế và cả Sultan của Đế quốc Ottoman đã gửi binh lính cho ông đã tăng cường mối quan hệ hữu nghị. Một số chiến sĩ được Nga hoàng Pyotr I gởi tới ông như một món quà trả ơn ông về việc tặng cho Pyotr I một "Căn phòng hổ phách" trứ danh.
Đối với những tân binh hoành tráng, ông không ngần ngại ban đặc ân cho họ. Tầng lớp quý tộc phong kiến đóng vai trò quan trọng trong xã hội Phổ thời đó, triều đình Friedrich Wilhelm I khuyến khích những thiếu gia con họ đi nghĩa vụ. Nhiều thiếu gia xuất chúng đã gia nhập các quân đoàn trong Quân đội Phổ. Nhà vua cũng ban cho quân đội những quân phục mới, vũ khi mới và điều luật mới. Một quan đại thần người Phổ có nhận định vào năm 1800 (nhưng lời nhận xét này thường được gán ghép cho nhà hùng biện vĩ đại của Cách mạng Pháp là Bá tước de Mirabeau, trong một bài báo của Mirabeau sau chuyến viếng thăm kinh đô Berlin vào năm 1788):

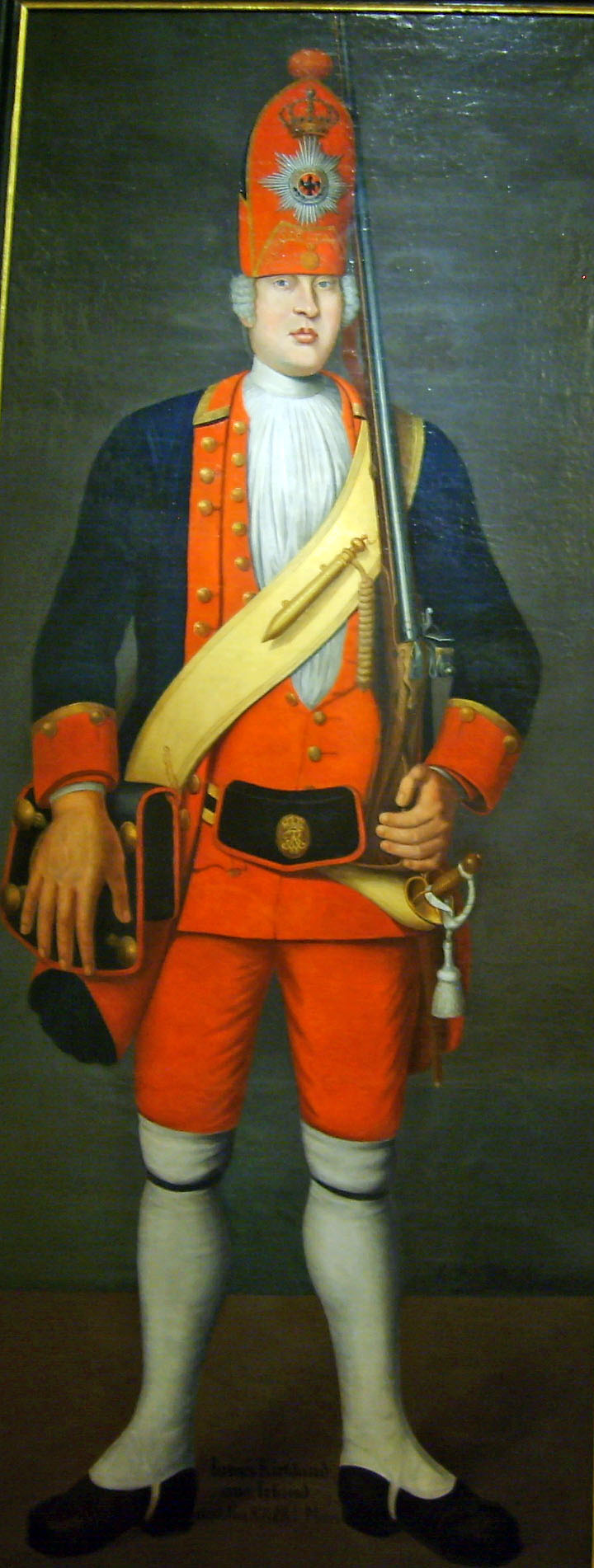
Một trong những người khổng lồ thành Potsdam.

| “                                    | Nền quân chủ Phổ là một Quân đội có Quốc gia, chứ không phải là một Quốc gia có Quân đội. Đất nước đúng là nơi đóng quân và chứa kho vũ khí. | ” |
| — Viên thượng quan/Comte de Mirabeau | |   |

Bản thân Quốc vương cũng cao 1.6m, mỗi năm ông đều cần đến hàng trăm tân binh. Có một lần, ông khẳng định với sứ thần nước Pháp:
| “                     | Một cô gái xinh đẹp nhất thế giới sẽ gây rắc rối cho Trẫm. Tuy nhiên, những chiến binh cao lớn thì khác: Quả nhân vô cùng hứng thú với họ. | ” |
| — Friedrich Wilhelm I | |   |

Nhờ có cuộc cải cách của Quốc vương, Quân đội Phổ trở thành đội quân đông đảo thứ ba hoặc thứ tư trên toàn cõi châu Âu, dù Phổ là quốc gia đông dân thứ 13 ở châu Âu, với dân số ít hơn ba triệu người. Là một nhà quân phiệt, nhưng ông né tránh tham gia chiến tranh, mục đích chính của công cuộc cải tổ Quân đội Phổ là đưa nước Phổ lên hàng ngũ liệt cường, thay vì đi xâm lược. Do đó, dưới thời Friedrich Wilhelm I, Vương quốc Phổ thái bình thịnh trị. Thật vậy, nhờ công lao của nhà vua và Vương công Leopold I xứ Anhalt-Dessau - người cải tổ bộ binh Phổ, nước Phổ sau này trở thành một trong những cường quốc châu Âu, dù vẫn thần phục đế quốc La Mã Thần thánh trên danh nghĩa.
Ông là một vị vua khinh bỉ nghệ thuật và học vấn. Ông đã tổ chức những buổi tiệc hút thuốc lá. Ông cho vời các sĩ quan Quân đội Phổ và những nhân vật quan trọng khác tham gia các buổi tiệc đó. Họ bị buộc phải ngồi hút thuốc lá và bàn việc chính trị với nhà vua, dù nhiều người trong số họ thực sự ghét thuốc lá. Cứ mỗi năm, nhà vua đều tiến hành thị sát trên toàn quốc, ông cho quân sĩ đóng quân tại các tỉnh và duyệt binh trong vòng vài ngày. Đại sứ Anh Quốc đến kinh thành Berlin, Sir Charles Withworth ghi nhận vào tháng 6 năm 1722:
Vài ngày sau, đến lượi Đại sứ James Scott cũng phải ghi nhận:

### Cải cách Chính phủ Phổ
Nhà sử học Theodor von Schön đã nhận xét ông là "Vị vua vĩ đại nhất của nước Phổ, xét về mặt nội chính". Trong một lá thư gửi từ kinh thành Berlin vào ngày 6 tháng 6 năm 1729, Nam tước Pollnitz - một quan đại thần Phổ - có viết:
Friedrich Wilhelm I cũng hoàn toàn tái tổ chức bộ máy Chính phủ Phổ. Ông thiết lập Hội đồng Chấp chính. Hội đồng này là một cấp dưới của chính quyền trung ương, coi sóc việc quân sự, an ninh, kinh tế và tài chính đất nước. Quốc vương đã dày công củng cố một bộ máy hành chính hữu hiệu của những người làm việc dân sự. Họ có một Bộ luật riêng của họ, và, dĩ nhiên là những điều luật ấy có nội dung theo kiểu làm tròn nhiệm vụ, "Trung thành với Đức Vua", "tôn thờ Đức Vua" hay "hết mình vì Đức Vua". Chính ông cũng khẳng định rằng:
| “                     | Một kẻ hèn thần phải tận tụy, chống chịu với mọi khó khăn, có tính lương thiện và lòng trung quân. Anh ta cũng phải từ bỏ tất cả mọi thứ, ngoại trừ sự che chở của Thiên Chúa. Song, tất cả mọi thứ cũng tất yếu phải là của Trẫm. | ” |
| — Friedrich Wilhelm I | |   |

Bản thân nhà vua cũng thường theo dõi các vị thượng quan, xem họ đã thực hiện tốt bổn phận của họ chưa? Theo nhận định của viên đại sứ Sachsen tại kinh đô Berlin:
| “                | Ngày nào Thánh thượng cũng kiểm tra sự công minh của mình. Khi đang dạo chơi tại Postdam vào lúc 6 giờ sáng, Ngài thấy một chiếc xe ngựa trạm tiến đến: trên xe có một số hành khách, họ đã gõ cửa một trạm bưu điện từ lâu mà trạm vẫn không mở cửa. Đức Vua, không thấy ai ra mở cửa, bèn giúp họ gõ cửa, thậm chí Ngài còn gõ vào một số ô cửa sổ. Ông chủ trạm mở cửa và mắng chửi những hành khách, không ai nhận ra Đức Vua. Tuy nhiên, Đức Kim thượng đã giúp người ta nhận ra uy thế của mình, bằng việc lấy gậy ra quất ông chủ trạm, đuổi việc ông ta và tống cổ ông ta khỏi căn nhà này sau khi xin lỗi những hành khác về sự lười nhác của ông ta... | ” |
| — Đại sứ Sachsen | |   |

Trong khi tầng lớp quý tộc - địa chủ giúp vua xây dựng Quân đội, những tầng lớp còn lại mờ nhạt hơn trong xã hội phong kiến Phổ. Những người nông dân sinh ra trong ruộng đất của địa chủ, và phần lớn cuộc đời họ sống tại đó hoặc trong Quân đội Phổ. Họ chỉ có chút ít quyền lợi thực sự, thậm chí họ chỉ có thể kết hôn khi có sự cho phép của địa chủ. Còn tầng lớp trung lưu, họ có khả năng tham gia việc dân sự. Friedrich Wilhelm I đã khuyến khích những tầng lớp phi quý tộc giúp ông trị nước, khi ông về cõi vĩnh hằng vào năm 1740, chỉ có ba trong số 18 thành viên Hội đồng Cơ mật Phổ là quý tộc.

### Các cải cách khác
Friedrich Wilhelm I là một ông vua tài giỏi của Vương quốc Phổ. Dù ngồi trên ngai cao, ông sống thanh đạm giống như một số thần dân của mình và làm việc chăm chỉ. Thần dân kính mến ông, do ông đã xây dựng một nền kinh tế cứng nhắc.
Ông còn mở các trường tiểu học và tái định cư vùng Đông Phổ (vốn đã bị một cơn dịch bệnh tàn phá vào năm 1709). Ông cũng bảo vệ quyền lợi của các tín đồ Kháng Cách tại Đức, thông qua việc đe dọa những thần dân theo Công giáo của ông. Là một vị Quân vương độc đoán, ông đã áp đặt những đức tính Tin Lành lên khắp nước Phổ: sùng đạo, đạm bạc, nghiêm nghị, tinh thần kỷ luật, phục tùng, chuyên cần, thức khuya dậy sớm và năng nổ. Tuy nhiên, ông thi hành chính sách tự do tôn giáo: ông đưa những giáo dân Công giáo di cư đến vùng Salzburg để tăng cường canh tác nông nghiệp. Nổi tiếng là một vị Quân vương keo kiệt, ông truyền lệnh không cho đốt nến trong cung vua.

### Đối ngoại
Dù Friedrich Wilhelm I đã xây dựng một trong những đạo quân hùng mạnh nhất tại Âu châu và rất quan tâm đến quân sự, về bản chất ông là một người yêu hòa bình. Về đối ngoại, ông không gặt hái được nhiều thành công bằng việc nội trị. Tuy nhiên, theo Hiệp ước Utrecht, ông nhận quyền bá chủ các xứ Moers, Lingen, Tecklenburg, Valengin, Neuchâtel và Hạ Guelders.

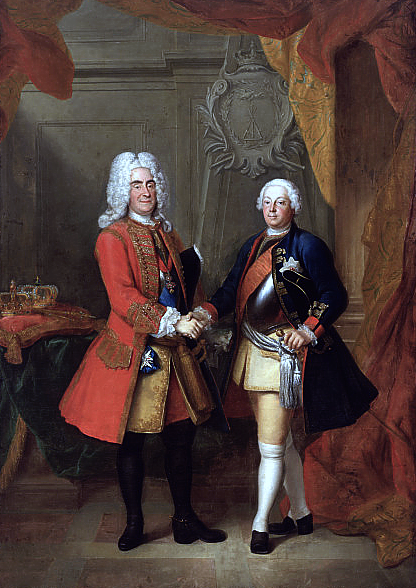
Vua Phổ Friedrich Wilhelm I gặp vua Ba Lan August II.

Lên ngôi giữa lúc cuộc Đại chiến Bắc Âu vẫn còn tiếp diễn, nhưng vua Phổ chỉ tham chiến về phe Nga, Đan Mạch và Anh trong một thời gian ngắn, và chiếm lấy một ít lãnh thổ. Ông đã ký hoà ước với đế quốc Nga vào tháng 9 năm 1713 và nhận lấy vùng Stettin. Vào năm 1716, ông đã tặng cho Sa hoàng Nga Pyotr I Đại đế một căn phòng hổ phách, vốn đã được vua cha Friedrich I xây dựng từ năm 1701.
Quân đội Phổ cùng các nước đồng minh nêu trên đánh đuổi quân đội Thụy Điển ra khỏi những vùng đất nằm dưới quyền họ cuối cùng tại Đức và tiến chiếm cửa sông Oder. Sau khi vua Thuỵ Điển Karl XII chết vào năm 1718, vua Phổ - được sự thuyết phục của người Anh - không còn liên minh với Nga hoàng nữa. Theo bước Hanover, ông thiết lập hoà bình với Thụy Điển. Hoà ước Stockholm được ký kết vào năm 1720, theo đó ông đồng ý nộp 2.000.000 thalers để chiếm đóng Tây Pomeramia, cho tận đến Peene, cùng với Stettin và các hòn đảo Usedom và Wollin. Có người cho rằng Friedrich Wilhelm I bảo ngòi bút có sức mạnh hơn thanh gươm. (Xem thêm bài: "Đạo đức của người Phổ".) Cuộc Đại chiến Bắc Âu cũng đánh giấu sự bắt đầu của tình bạn giữa Friedrich Wilhelm I và một người tị nạn Huguenot tên là Jacques Égide Duhan de Jandun. Ông đã gặp Duhan de Jandun lần đầu tiên khi ông này làm người dưới quyền của Thống chế Alexander von Dohna vào năm 1715. Năm sau, Friedrich Wilhelm I đã giao cho Duhan de Jandun việc nuôi dạy vị Vương tử bốn tuổi Friedrich.
Dù triều đại Habsburg không phải là một đồng minh đáng tin cậy, ông rất trung thành với Hoàng đế La Mã Thần thánh. Vào năm 1726, ông cùng những nước nói trên cam đoan rằng cô công chúa Maria Theresia sẽ là Nữ hoàng của đế quốc Áo trong tương lai - một việc sẽ bị con trai ông là Friedrich II phản đối sau này. Ông thất bại trong nỗ lực chiếm đóng các công quốc Jülich và Berg. Trong khi quân Áo đánh nhau với quân Thổ Nhĩ Kỳ, và liên minh với quân Nga đánh quân Pháp, Tây Ban Nha và Sardegna trong cuộc chiến tranh Kế vị Ba Lan, ông vẫn giữ Quân đội Phổ tại kinh đô.

## Gia quyến

### Người cha nghiêm khắc

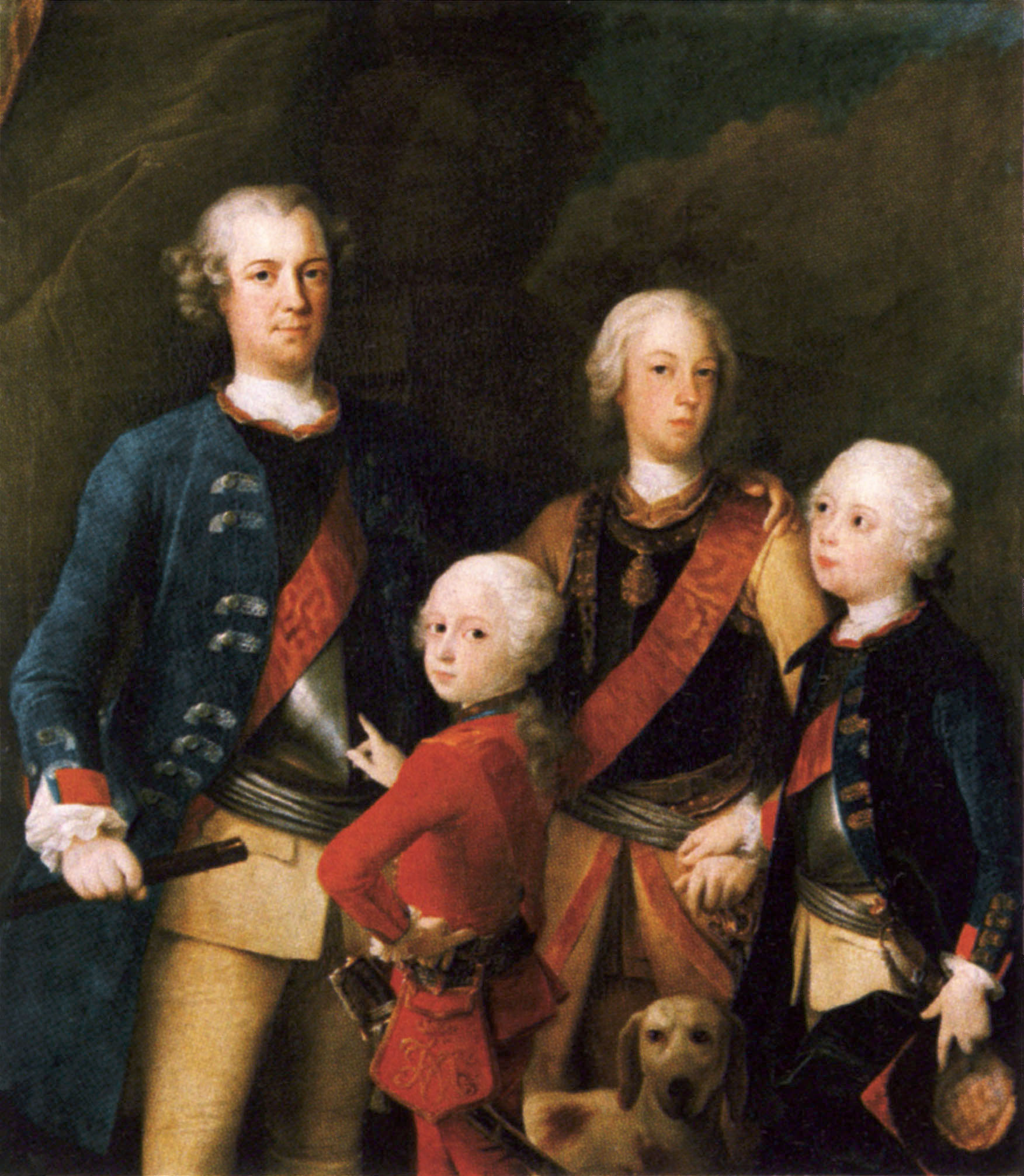
Các con trai của Friedrich Wilhelm I và Sophia Dorothea (1737).

Dù là một người yêu hòa bình, ông lại không phải là một người cha hiền dịu. Trong số những đứa con trai không chết yểu của ông, đứa lớn nhất là Fritz - tức Friedrich II - chào đời năm 1712. Trong nhiều năm, Quốc vương có quan hệ không tốt vị Hoàng tử này. Ông luôn mong muốn Friedrich trở thành một chiến binh tài gioỉ. Khi còn bé, Hoàng tử Fritz thường bị tiếng nổ của súng thần công đánh thức mỗi sáng. Fritz đã được giao cho một kho đạn dược nhỏ. Fritz từng bị đánh vì ngã ngựa và đeo tất tay khi trời lạnh. Ảnh hưởng từ mẫu hậu Sophia Dorothea, Hoàng tử Fritz đam mê văn hoá, âm nhạc và triết học, những gì nhà vua không hề yêu thích. Ông trở nên tuyệt vọng và than phiền:
| “                     | Hắn không hề chăm sóc các binh sĩ và sẽ đánh đổ tất cả những gì Trẫm gầy công xây dựng. | ” |
| — Friedrich Wilhelm I |                                                                                         |   |

Đầu năm 1730, Hoàng hậu Sophia Dorothea cố gắng dàn xếp cuộc hôn nhân kép giữa Friedrich và công chúa Wilhelmina với Amelia và Thái tử Frederick, các con của vua nước Anh George II. Lo sợ về một liên minh giữa Phổ và Anh, Thống chế von Seckendorff, đại sứ Áo ở Berlin, đã lần lượt đút lót Thống chế von Grumbkow và Benjamin Reichenbach - quan Chiến tranh Đại thần Phổ và đại sứ Phổ ở Luân Đôn. Cặp đôi này đã thận trọng phỉ báng triều đình Anh với vua Phổ cũng như phỉ báng triều đình Phổ với vua Anh. Tức giận vì ý tưởng của Fritz bất lực được người Anh rất đề cao, Friedrich Wilhelm đã yêu cầu người Anh những điều mà họ không thể làm được, chẳng hạn như nhượng cho Phổ các xứ Jülich và Berg - đòi hỏi đã dẫn tới sự tan vỡ của dự định hôn nhân.
Năm 18 tuổi, Fritz lập mưu bỏ trốn sang Vương quốc Anh cùng với bạn mình là Hans Hermann von Katte và một số sĩ quan cấp thấp trong quân đội Phổ. Ngày 5 tháng 8 năm 1730, khi đoàn của họ gần đến Mannheim ở quận Palatinate thì Robert Keith, anh của Peter Keith, đem kế hoạch của họ khai báo với vua Friedrich Wilhelm và cầu xin được khoan hồng. Đôi bạn Friedrich và Katte bị bắt giam ở Küstrin. Vì cả hai người đều là Sĩ quan trong Quân đội Phổ, toan tính bỏ trốn sang nước Anh, nhà vua kết tội phản quốc cho cả hai. Ông dọa sẽ xử tử hình Fritz, sau đó đổi ý buộc Fritz phải nhường tước vị Hoàng thái tử lại cho em mình là August Wilhelm (1722 -1758), mặc dù cả hai hướng đều hoàn toàn không khả thi. Vào ngày 6 tháng 11, Fritz - người cũng bị đem ra xét xử ở toà án quân sự - phải chứng kiến Katte bạn mình bị xử trảm tại Küstrin. Sự kiện này đã khiến cho Thái tử ngất xỉu và có những ảo giác trong hai ngày sau. Thái tử Fritz được Hoàng gia ân xá và rời khỏi xà lim vào ngày 18 tháng 11, nhưng vẫn không nhận lại được cấp bậc trong Quân đội mà Fritz bị tước trước đó.
Theo Thomas Henry Dyer, cách đối xử với Thái tử Fritz của Friedrich Wilhelm I có điểm tương đồng với cách đối xử của Sa hoàng Nga Pyotr I với Thái tử Aleksei. Cả hai ông vua đều đối xử nghiêm khắc với các Thái tử, khiến họ có mưu đồ bỏ trốn. Tuy nhiên, trong khi Aleksei đã bị xử tử thì Fritz lại thoát khỏi tình trạng này trong gang tấc. Tuy nhiên, mâu thuẫn giữa Pyotr I và Aleksei là do Thái tử Nga phản đối các cải cách hiện đại hóa đất nước của Sa hoàng, trong khi mâu thuẫn giữa Friedrich Wilhelm I và Fritz là do Thái tử đam mê văn hóa - nghệ thuật. Sau này, Fritz đã làm hoà với vua cha.

### Vợ con
Hoàng hậu của Friedrich Wilhelm I là Sophia Dorothea xứ Hanover, em gái vua Anh George II, đồng thời là con gái của vua Anh George I và Sophia Dorothea xứ Celle. Họ có 14 người con, trong số đó bao gồm:
- Wilhelmine, Nữ Bá tước xứ Brandenburg-Bayreuth (1709–1758), kết hôn với Friedrich, Bá tước xứ Brandenburg-Bayreuth
- Friedrich II, còn gọi là Friedrich Đại đế (1712 – 1786), vua Phổ từ năm 1740 đến năm 1786, kết hôn với Quận chúa Elisabeth Christine xứ Brunswick-Bevern
- Friederike Luise, Nữ Bá tước Brandenburg-Ansbach (1714 – 1784), kết hôn với Karl Wilhelm Friedrich, Bá tước xứ Brandenburg-Ansbach
- Philippine Charlotte, Nữ Công tước xứ Brunswick-Wolfenbüttel (1716 – 1801), kết hôn với Karl I, Công tước xứ Brunswick-Wolfenbüttel
- Sophia Dorothea, Nữ Bá tước xứ Brandenburg-Schwedt (1719 – 1765), kết hôn với Friedrich Wilhelm, Bá tước xú Brandenburg-Schwedt
- Luise Ulrike, Hoàng hậu của Thụy Điển (1720 – 1782), kết hôn với vua Thụy Điển Adolf Fredrik
- August Wilhelm (1722 – 1758)
- Anna Amalie (1723–1787)
- Heinrich (1726 - 1802)
- August Ferdinand (1730 – 1813)

Ngoài ra, ông còn là cha đỡ đầu của nhà ngoại giao Phổ Friedrich Wilhelm von Thulemeyer.

## Qua đời
Về cuối đời, nhà vua nước Phổ trở nên yếu đuối do căn bệnh phù và bệnh gút. Ông qua đời vào ngày 5 tháng 5 năm 1740 tại Hoàng cung Postdam, khi đó tiền trong ngân khố vẫn còn dư thừa. Sau khi qua đời, ông được an táng tại Lăng Hoàng đế Friedrich III tại Nhà thờ của Hòa Bình, Postdam. Vua Friedrich II Đại đế (1740 - 1786) lên nối ngôi, thừa hưởng một Vương quốc Phổ bé nhỏ ở miền Bắc Đức. Cũng như vua cha, tân vương quan tâm đến nền quân sự và bộ máy chính phủ Phổ. Vua Friedrich II có nhận định về các triều vua trước:
| “                  | ...Thời vua Friedrich I, nước Phổ là thành Athena của phương Bắc. Nhưng thời vua Friedrich Wilhelm I, nước Phổ là thành Sparta của phương Bắc. | ” |
| — Friedrich Đại đế | |   |

## Tổ phụ
| Friedrich Wilhelm I của Phổ | Cha: Friedrich I của Phổ        | Ông nội: Friedrich Wilhelm, Tuyển hầu tước xứ Brandenburg        | Ông cố nội: Georg Wilhelm, Tuyển hầu tước xứ Brandenburg |
| Friedrich Wilhelm I của Phổ | Cha: Friedrich I của Phổ        | Ông nội: Friedrich Wilhelm, Tuyển hầu tước xứ Brandenburg        | Bà cố nội: Elizabeth Charlotte của Palatinate            |
| Friedrich Wilhelm I của Phổ | Cha: Friedrich I của Phổ        | Bà nội: Louise Henriette xứ Orange-Nassau                        | Ông cố nội: Frederick Henry, Vương công xứ Orange        |
| Friedrich Wilhelm I của Phổ | Cha: Friedrich I của Phổ        | Bà nội: Louise Henriette xứ Orange-Nassau                        | Bà cố nội: Amalia xứ Solms-Braunfels                     |
| Friedrich Wilhelm I của Phổ | Mẹ: Sophia Charlotte xứ Hanover | Ông ngoại: Ernest Augustus, Tuyển hầu tước xứ Brunswick-Lüneburg | Ông cố ngoại: George, Công tước xứ Brunswick-Lüneburg    |
| Friedrich Wilhelm I của Phổ | Mẹ: Sophia Charlotte xứ Hanover | Ông ngoại: Ernest Augustus, Tuyển hầu tước xứ Brunswick-Lüneburg | Bà cố ngoại: Anne Eleonore xứ Hesse-Darmstadt            |
| Friedrich Wilhelm I của Phổ | Mẹ: Sophia Charlotte xứ Hanover | Bà ngoại: Sophia xứ Hanover                                      | Ông cố ngoại: Frederick V, Lãnh chúa Tuyển hầu tước      |
| Friedrich Wilhelm I của Phổ | Mẹ: Sophia Charlotte xứ Hanover | Bà ngoại: Sophia xứ Hanover                                      | Bà cố ngoại: Elizabeth xứ Bohemia                        |